# Rhipidia bruchiana
Rhipidia bruchiana är en tvåvingeart som först beskrevs av Alexander 1929.  Rhipidia bruchiana ingår i släktet Rhipidia och familjen småharkrankar. Inga underarter finns listade i Catalogue of Life.